# Железничка станица Лучице
Железничка станица Лучице је једна од железничких станица на прузи Београд—Бар. Налази се насељу Лучице у општини Пријепоље. Пруга се наставља у једном смеру ка Бродареву и у другом према Пријепоље теретној. Железничка станица Лучице састоји се из 3 колосека.

## Повезивање линија
- Пруга Београд—Бар